# Opisthocranion

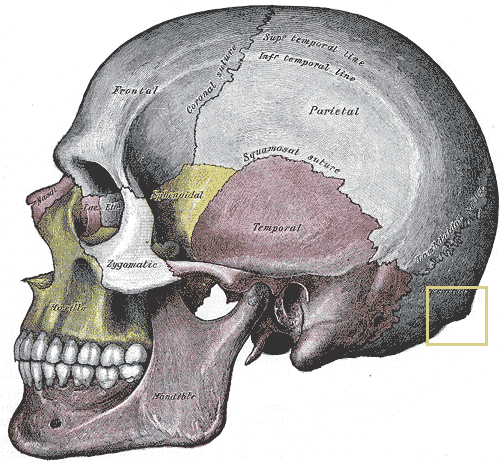
Egy koponya (cranium) oldalról, a sárga négyzet jelöli az opisthocranion helyét

Az opisthocranion a koponyaméréstanban használatos tájékozódási pont. A nyakszirtpikkely (squama occipitalis) azon pontja, mely nyílirányban a legtávolabb van a glabellától.